# Axel Meyer (Journalist)

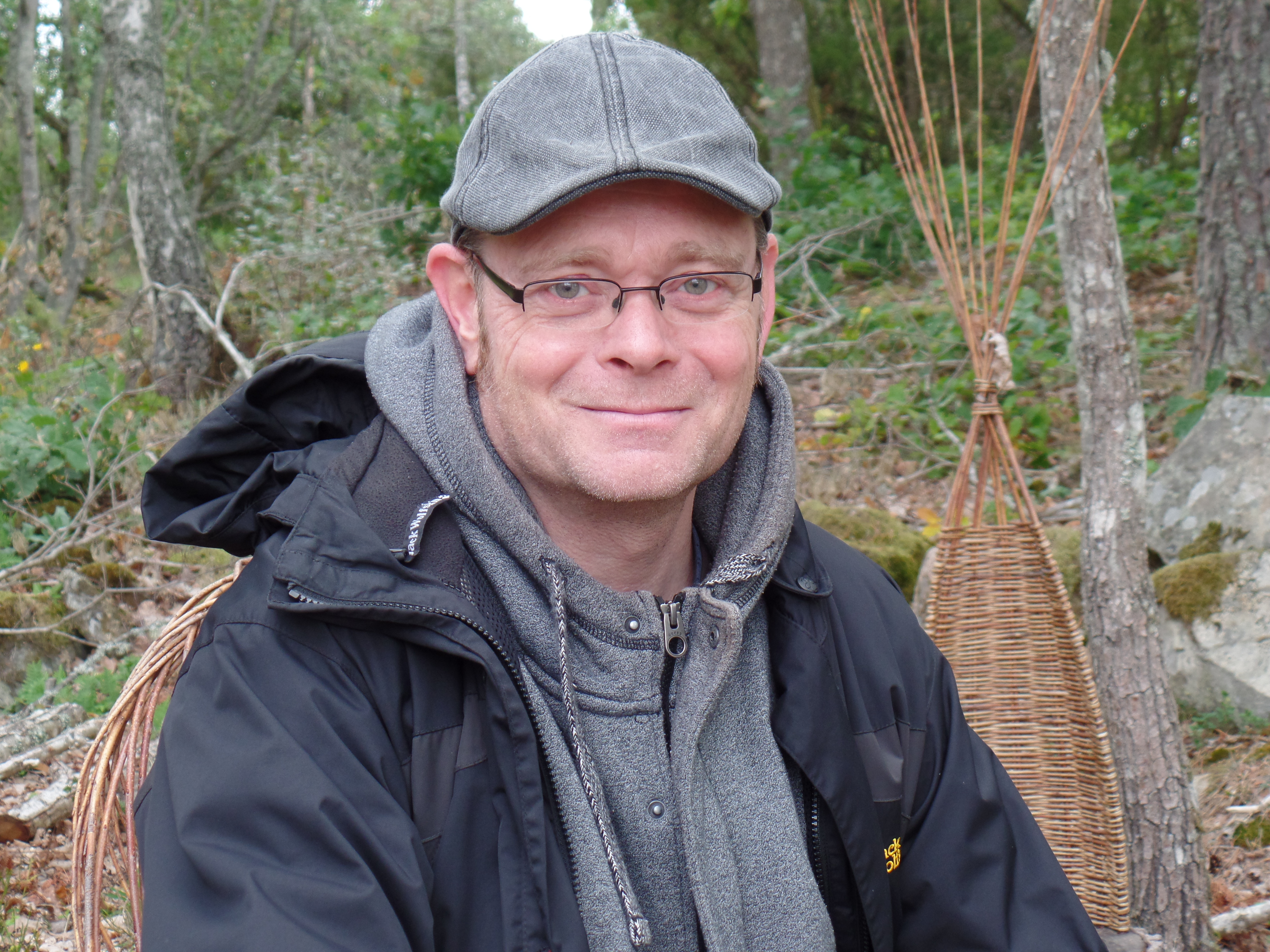
Axel S. Meyer

Axel S. Meyer (* 1968 in Braunschweig) ist ein deutscher Journalist und Autor von historischen Romanen. Nach seinem Studium der Germanistik und Geschichte zog er 1998 nach Rostock, um bei der Ostsee-Zeitung als Journalist zu arbeiten.

## Leben
Zu seinen ersten Erfahrungen im kreativen Schreiben gehört der 2004 geschriebene Kriminalroman Die im Dunkeln warten, der im März 2014 beim KBV-Verlag unter dem Pseudonym Alex Ryber erschien.
2009 bewarb sich Axel S. Meyer mit einem Manuskript beim Wettbewerb „Historischer Roman des Jahres“ des Rowohlt Verlags und gewann den ersten Preis. Daraus folgte im August 2010 die Publikation seines Romans Buch der Sünden.
Im September 2012 folgte der erste Roman um Jarl Hakon, Das Lied des Todes. In dieser Reihe folgten die Fortsetzungen Das weiße Gold des Nordens (2014) und Das Schwert der Götter (2016). Alle Romane thematisieren die Christianisierung im Norden Mitteleuropas kurz vor der ersten Jahrtausendwende.
Im Mai 2019 erschien der historische Roman Das Handelshaus. Der Roman spielt im 16. Jahrhundert und basiert zum Teil auf der Geschichte der Stettiner Unternehmerdynastie Loitz, wobei der Autor auch fiktive Figuren einsetzte. Ein Gegenspieler der Loitz – im Roman verwendet der Autor die alte Bezeichnung "Loytz" – ist der Kurfürst Joachim II. Hector. Das Handelshaus stand als einer von drei historischen Romanen auf der Shortlist zum "Buch des Jahres 2019" des Online-Magazins Histo-Couch.
Der Roman Der Mann, der die Welt ordnete über das Leben des schwedischen Naturforschers und Botanikers Carl von Linné wurde im Dezember 2021 im Kindler Verlag, ein Imprint des Rowohlt Verlags, veröffentlicht. Das Werk ist nach den Worten des Autors kein historischer Roman, "der sich im klassischen Sinne streng an Fakten orientiert", sondern eine "ironisch zugespitzte Geschichte über das abenteuerliche Leben des herausragenden Naturforschers Carl von Linné". Der Roman erzählt den Werdegang Linnés von seiner Geburt im Jahr 1707 bis zum Jahr 1753 (dem Jahr der Veröffentlichung seines bedeutenden Werks Species Plantarum) sowie den Konflikt mit seinem Widersacher, dem deutschen Arzt und Botaniker Johann Georg Siegesbeck.
Ebenfalls im Kindler Verlag erschien im Januar 2023 der Roman Der Sonne so nah über die Luftfahrtpioniere Otto Lilienthal und Ferdinand Graf von Zeppelin, die sich im 19. Jahrhundert aufmachen, den Himmel zu erobern. Das Werk, dessen Handlungszeitraum die Lebensjahre Otto Lilienthals von 1848 bis 1896 umfasst, ist keine biographische Nacherzählung im engeren Sinne, sondern ein auch mit fiktiven Elementen pointierter Roman. 
Im März 2025 veröffentlichte Meyer im Rowohlt Verlag den historischen Roman „Die Herren der See“ über den Danziger Kaperfahrer, Paul Beneke, der im 15. Jahrhundert im Krieg der Hanse gegen England mehrere Schiffe kaperte. Dabei fiel Beneke im April 1473 als Schiffer des Kraweelschiffs Peter von Danzig das Triptychon Das Jüngste Gericht des Malers Hans Memling in die Hände. 

## Werke

### Romane
- Der Mann, der die Welt ordnete, Kindler Verlag, 2021, 416 S., ISBN 978-3-463-00011-4.
- Der Sonne so nah, Kindler Verlag, 2023, 480 S., ISBN 978-3-463-00033-6.

### Historische Romane
- Das Buch der Sünden, Rowohlt Verlag, 2010, 784 S., ISBN 978-3-499-25380-5
- Das Handelshaus, Rowohlt Verlag, 2019, 624 S., ISBN 978-3-499-27443-5
- Die Herren der See, Rowohlt Verlag, 2025, 480 S., ISBN 978-3-499-01358-4

Reihe über Hakon, Jarl von Hladir:
- Das Lied des Todes, Rowohlt Verlag, 2012, 640 S., ISBN 978-3-499-25767-4
- Das weiße Gold des Nordens, Rowohlt Verlag, 2014, 672 S., ISBN 978-3-499-26714-7
- Das Schwert der Götter, Rowohlt Verlag, 2016, 672 S. ISBN 978-3-499-27154-0

### Krimi (als Alex Ryber)
- Die im Dunkeln warten, KBV-Verlag, 2014, 200 S., ISBN 978-3-95441-158-0